# Sfumato

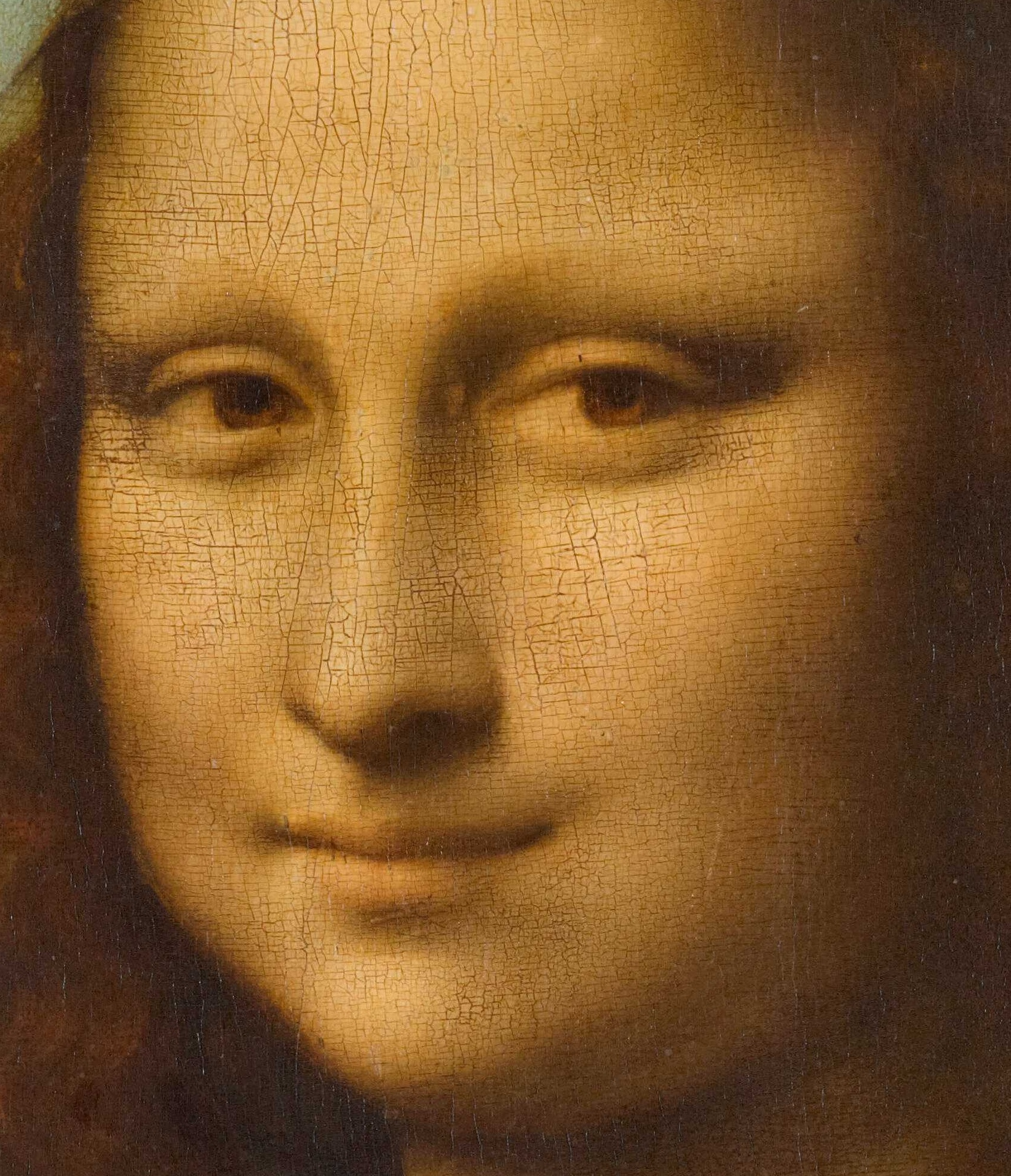
Leonardo da Vinci: Mona Lisa

Sfumato (olasz szó, jelentése magyarul: füstös, fátyolos) a reneszánsz festési módnak azt a technikáját jelöli, amely kerüli a lágy és éles részleteket, észrevétlenül vezet át a sötét árnyalatokból a világos árnyalatokba, vagy a világosból a sötétbe, azaz feloldja a kontúrokat, párás lágyságú festői előadást tesz lehetővé.

## Kezdete
Megfigyelhetjük Leonardo Szent Anna c. képén azt lágy, ködös tájkép hátteret, melyből mintegy kiemelkednek a szentek, első látásra figyelmünket a figurális csoportkép ragadja meg, hogy ez a kis csoport hol van, azt homály fedi, a sfumato technika segít szimbolikusan is elfedni az ismeretlent, amit még nem ismerünk, vagy nem is ismerhetünk, nem éles a kép, mintha kontraszt nélkül fényképeznénk, így láttatja a festő. Először Leonardo da Vinci alkalmazta ezt a technikát, őt követően Raffaello, Hans Holbein és Tiziano is, mondhatjuk számos festő vagy majdnem valamennyi festő a reneszánsz cinquecento szakaszában. Tiziano kiindulóponton igyekezett világos alapról indítani a festést, így az ő színei is igen áttetszőek, friss hatásúak voltak, erős kontúrok nélkül születtek. Alább közzétett Vénusz képén megfigyelhetjük, hogy Vénusz mezítelen felső teste, s a kis Ámorok mezítelensége mennyire harmonizál, a sfumato segít ebben. Az olajfestés elterjedése, a chiaroscuro, a perspektíva és a sfumato alkalmazása mind hozzájárultak a reneszánsz festészet, s a későbbi stílus-korszakok felvirágzásához.

## Galéria

Leonardo da Vinci: San Joan Bataiatzailea (1513-16)
Leonardo da Vinci: Szent Anna, Mária és a gyermek Jézus báránnyal c. (1510)
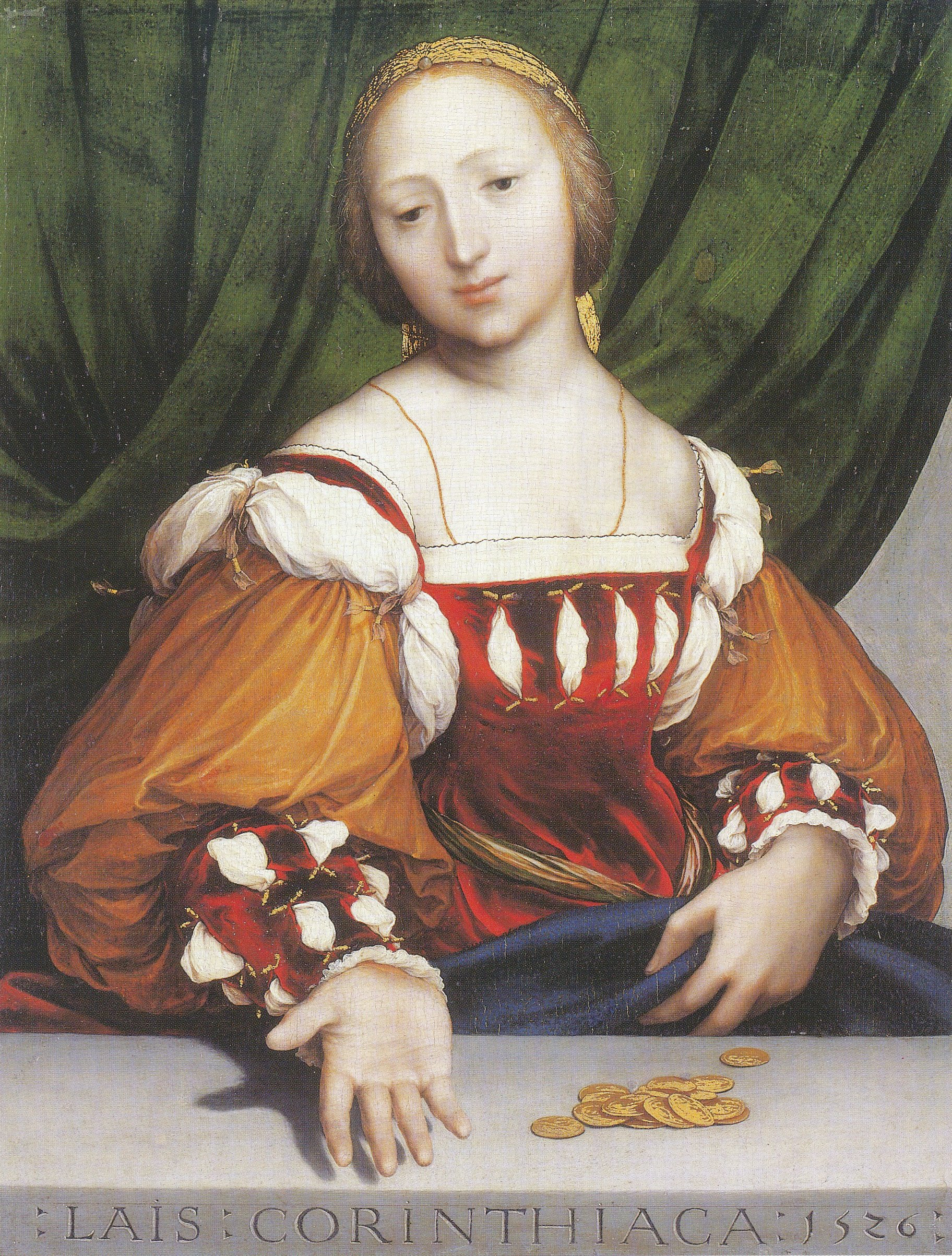
Ifj.Hans Holbein: A korinthoszi Láisz (1526)
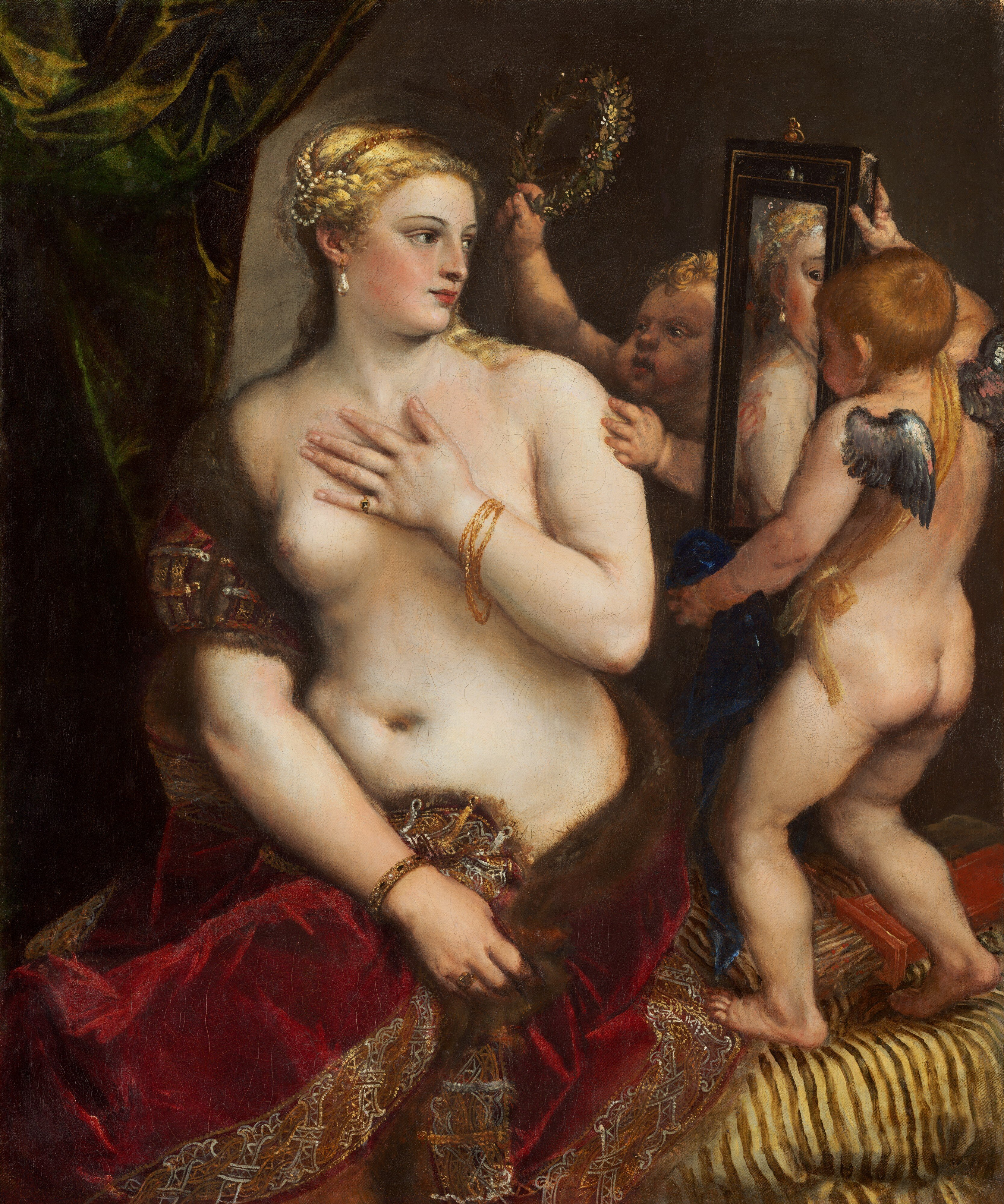
Tiziano: Vénusz tükörrel (1555)

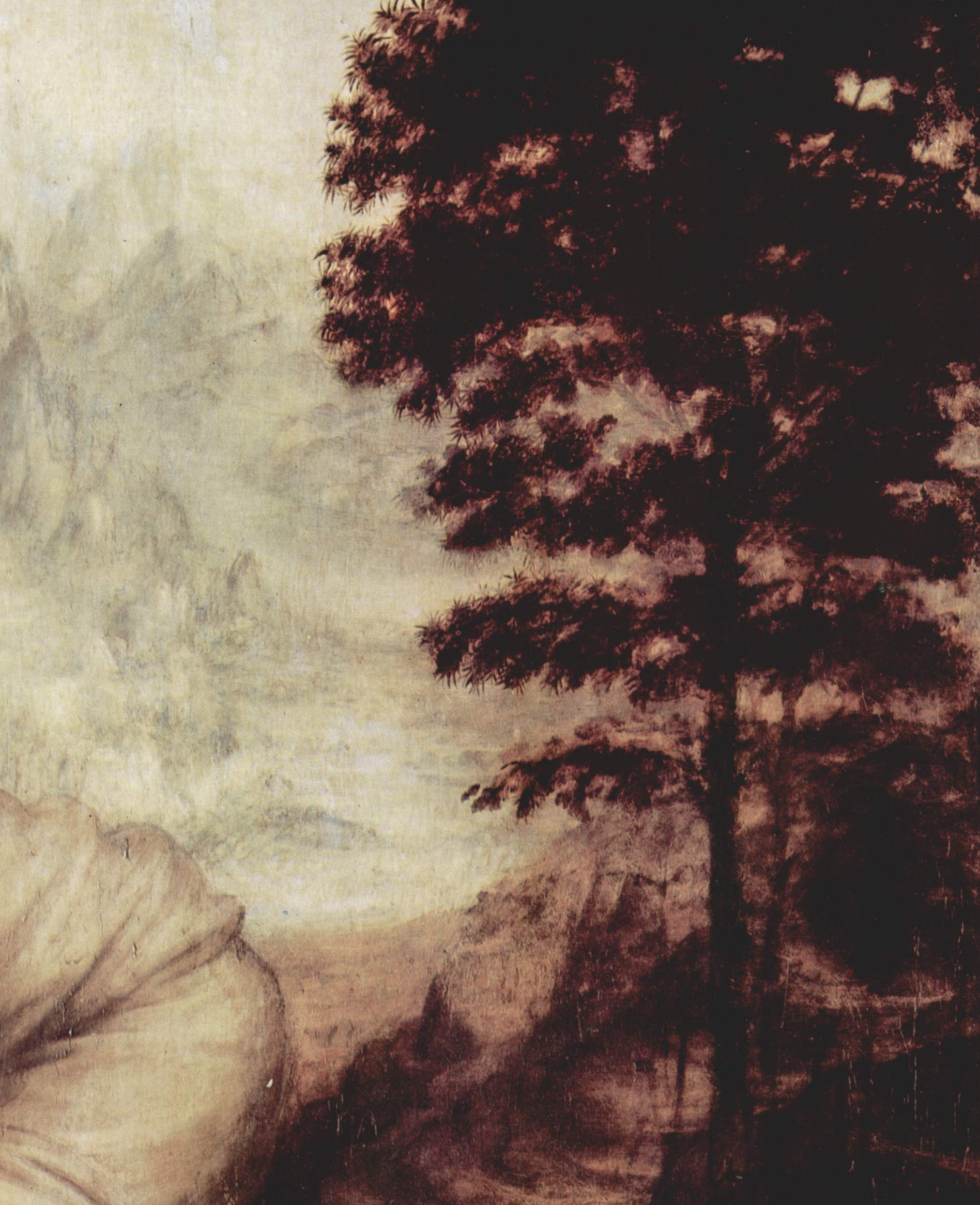
Leonardo da Vinci: Szent Anna c. kép tájkép háttere (részlet)